# Miguel Núñez de Prado
Miguel Núñez de Prado y Susbielas (Montilla, 1882 - Pampelune, 1936) était un militaire, aviateur et administrateur colonial espagnol.
Issu d’une famille de militaires, Núñez del Prado suivit à son tour une formation militaire et fut versé en 1910 dans des unités de combat en Afrique du Nord, où il se signala par sa bravoure, fut plusieurs fois blessé et monta rapidement en grade pour mérites de guerre. Revenu dans la métropole au milieu des années 1920, il suivit, attiré par l’aviation naissante, des cours de pilotage et obtint son brevet d’aviateur. De 1925 à 1931, il exerça la charge de gouverneur général de la Guinée espagnole, auquel titre il paracheva l’occupation du territoire, mais, impuissant à combattre la corruption, s’attira les foudres de la presse de gauche espagnole. 
Sous la République, il occupa quelques hauts postes de commandement, avant d’être désigné en janvier 1936 directeur général de l’aéronautique militaire. Resté fidèle au gouvernement républicain après le coup d’État de juillet 1936, il fut missionné par son ministre de tutelle de se rendre à Saragosse pour tenter de convaincre le général Cabanellas de ne pas rallier le soulèvement ; appréhendé par les insurgés à sa descente d’avion et écroué, il disparut peu après sans laisser de trace, soit qu’il ait été exécuté à l’issue d’un conseil de guerre secret, soit qu’il ait été assassiné sans autre forme de procès.

## Biographie

### Ascendance et famille
Natif de la ville de Montilla, dans la province de Cordoue, il avait pour parents Miguel Núñez de Prado y Rodríguez, général de cavalerie, et Concepción Susbielas y Sanz,, et pour cousin Emilio Bueno Núñez del Prado, militaire de carrière qui allait jouer un rôle de premier plan dans la Guerre civile. Miguel Núñez del Prado appartenait à la troisième génération de militaires, son grand-père ayant déjà été capitaine d’infanterie. En 1897, le jeune Miguel fit le voyage de Porto Rico, où son père avait reçu une affectation, et où lui-même s’engagea comme ouvrier volontaire du corps d’ingénieurs. Le 12 mai 1898, à l’âge de 16 ans, il connut sa première action de guerre, lorsqu’il prit part au bombardement contre Porto Rico, avant de s’en retourner peu après en Espagne.

### Formation et carrière militaires

#### Premier engagement au Maroc (1910-1913) et débuts dans l’aviation
De retour dans la métropole, Miguel Núñez del Prado s’enrôla dans armée de terre et suivit une formation à l’Académie de Valladolid, à l’issue de laquelle, au bout de quatre années, il fut versé avec le grade de lieutenant dans l’arme de cavalerie. Après une série d’affectations — à Alcalá de Henares, Léon et Madrid —, il contracta mariage en 1908 avec Aurora Bermejo et reçut l’année suivante un poste dans l’Escadron royal du corps de hallebardiers (garde d’honneur du roi), où il restera pendant de longues années.
En mars 1910, il s’incorpora dans les Escadrons de Melilla, où il remplit en garnison les missions de sa compétence, puis, engagé dans des unités combattantes et toujours lieutenant, apporta durant l’année 1911 la preuve de sa bravoure lors de différentes opérations de campagne dans le cadre de la guerre du Rif, en participant à de nombreux combats d’avant-garde. À la fin de la même année, il sollicita sa mutation vers le corps des Regulares, unité de supplétifs « indigènes » nouvellement mise sur pied. C’est dans cette affectation qu’il reçut sa première blessure de guerre, qui devait le maintenir hors combat pendant plusieurs mois, période de loisir forcé où il vint à s’intéresser à l’aviation, arme nouvelle et attrayante créée la même année que les Regulares. Núñez de Prado, entre-temps promu capitaine, qui répondait à toutes les conditions exigées pour avoir accès à la formation de pilote d’avion, se porta candidat et fut admis à assister près de Guadalajara aux exercices pratiques préparatoires d’aviation, avant d’accomplir des vols à Guadalajara et à Cuatro Vientos (Madrid) ; au terme de ce stage préparatoire, il fut déclaré apte à entrer à l’École de pilotes, mais pour des raisons inconnues, ne donna pas suite.

#### Deuxième engagement au Maroc (1913-1923)
En juin 1913, Núñez del Prado reprit son affectation antérieure au sein des Regulares de Melilla, encore qu’à la suite de la promotion de son père au rang de général et de sa nomination en particulier comme gouverneur militaire de Jerez de la Frontera, il ait exercé comme assistant de son père jusqu’en 1919, mais pour retourner ensuite au Maroc commander le Groupe de Regulares nº 2 « Melilla », lequel se composait en juin 1921 de trois tabors d’infanterie et d’un tabor de cavalerie, et à la tête duquel il déploya une intense activité.
Son comportement remarquable dans les différents combats du Rif lui valut plusieurs avancements et décorations, dont la Médaille militaire individuelle.
Cette année 1921, désastreuse pour l’armée espagnole au Maroc, où notamment la position d’Igueriben (proche d’Anoual) était assiégée par les rebelles rifains, Núñez de Prado, désormais commandant, se vit confier la mission de pousser jusqu’à Igueriben avec sa colonne de Regulares et de protéger un convoi d’approvisionnement, mission dont il tenta de s’acquitter hardiment, mais sans succès, et lors de laquelle il se prit une balle dans le bras gauche, ce qui nécessita un transfert urgent sur l’hôpital militaire de Melilla. Rétabli, Núñez de Prado, fait lieutenant-colonel, alla rejoindre son poste dans les Regulares en une période de forte activité militaire.
Vers la même époque, il se fit membre de la franc-maçonnerie, en s’affiliant à la loge la Africana, sous le pseudonyme symbolique de Lafayette. Cependant, alléguant son imminente mutation vers Madrid, il demanda inopinément sa désinscription au bout de seulement six jours,,.

#### Retour dans la Métropole et formation d’aviateur (1923-1925)
De retour dans la Métropole, Núñez del Prado suivit un cours d’aviation, auquel avaient de même été conviés — outre le colonel Núñez del Prado — les colonels González Carrasco et Luis Lombarte Serrano, les lieutenants-colonels Balmes, Borbón de la Torre, Campins et Cuartero, ainsi que le commandant Társilo de Ugarte Fernández. Avec pour instructeurs deux pilotes célèbres, Gómez Spencer et Hidalgo de Cisneros, Núñez de Prado obtint les titres de pilote d’avion et d’observateur aérien, et accomplit les stages pratiques réglementaires sur les théâtres d’opération en Afrique.
En janvier 1925, la municipalité de Montilla décida de changer le nom de la rue Fuente Álamo en rue du Colonel Núñez de Prado, distinction venant s’ajouter à celle de Citoyen d’honneur (en espagnol Hijo Predilecto, littér. fils de prédilection) octroyée peu auparavant. Toutefois, en juin 1931, le nouveau régime républicain signifia à la ville de Montilla qu’elle devait changer cette dénomination en rue des Généraux Núñez de Prado, pour rendre par là hommage au père autant qu’au fils, tous deux généraux de cavalerie.

### Guinée espagnole (1925-1931)
En 1925, il fut élevé au rang de général de brigade et nommé gouverneur général des possessions espagnoles en Guinée, occupant ce poste de 1925 à 1931, en ayant pour autorité de tutelle la Direction générale du Maroc et des Colonies alors sous les ordres du général Francisco Gómez-Jordana Sousa, membre du Directoire militaire de la dictature primorivériste. Il arriva dans la colonie en février 1926, doté d’un budget extraordinaire devant le mettre en mesure d’achever l’occupation intérieure du Río Muni, en conformité avec les instructions reçues de Primo de Rivera et de Gómez-Jordana, tâche à laquelle il s’attela, non sans contrariétés.
L’action du gouvernement de la colonie consistait principalement à assurer les services et l’ordre publics et à pourvoir les colons, pour les besoins de leur commerce de bois et de cacao, d’une main-d’œuvre autochtone bon marché et appelée à travailler dans des conditions dégradantes. Privé de bons collaborateurs et manquant de moyens, le gouverneur Núñez del Prado ne put éviter qu’un officier sous ses ordres, bon connaisseur du milieu, ne s’adonne au trafic de main-d’œuvre. À propos de ces questions et de la responsabilité de Núñez de Prado, la presse espagnole, plus particulièrement le journal El Socialista, déclencha une vive campagne pour dénoncer la corruption en Guinée espagnole, dont le gouverneur ne pouvait pas ignorer l’existence.
Selon l’historien Francisco J. Romero Salvadó, Núñez del Prado fut sous la dictature de Primo de Rivera partie prenante dans plusieurs conspirations visant à proclamer la République. En particulier, s’étant rendu en septembre 1930 dans la métropole à l’occasion de son ascension au grade de général de division, il vint à se trouver à Madrid vers la mi-décembre au moment où se produisaient les tentatives de soulèvement à Jaca et à Cuatro Vientos. Hidalgo de Cisneros a affirmé que Núñez de Prado avait trempé dans la tentative de Cuatro Vientos ; pourtant le nom de Núñez de Prado ne figurait pas sur la liste énumérant les militaires suspects de préparer un coup de main qui fut remise au gouvernement en novembre par Emilio Mola, alors directeur général de la Sûreté. Núñez del Prado retourna à Santa Isabel en janvier 1931.

### Seconde République et coup d’État de juillet 1936
Selon certains auteurs, Núñez de Prado aurait, sous le gouvernement de Portela Valladares au lendemain de l’instauration de la République, adhéré à l’Union militaire républicaine antifasciste (UMRA), bien que l’historienne María Teresa Suero Roca tienne cela pour peu probable. Il exerça de 1932 à 1934 comme commandant en chef de la IIe Division organique (îles Baléares), ensuite, en 1934, comme commandant en chef de la Deuxième Division, avec résidence à Séville, puis comme chef de la 2e Inspection générale de l’armée à partir de 1935 et jusqu’au moment où, en janvier 1936, il fut revêtu de la charge de directeur général de l’Aéronautique, en remplacement du général Manuel Goded,. Les nouvelles nominations décidées par lui au cours de son mandat (dans lequel du reste le nouveau gouvernement de Front populaire l’avait maintenu) semblent indiquer qu’il prit toutes mesures opportunes dans l’éventualité, envisagée par lui semble-t-il, d’une prochaine insurrection militaire, en plaçant aux postes clef ceux des professionnels de l’aviation qui offraient des garanties de loyauté vis-à-vis du gouvernement républicain. Il apparaît que la nomination de Núñez del Prado, grâce à laquelle le gouvernement escomptait neutraliser les possibles noyaux conspirateurs, eut effectivement pour résultat que les forces aériennes restèrent en majorité fidèles aux autorités républicaines après le coup d’État de juillet 1936, à l’origine de la Guerre civile.
Peu après que se furent produites les premières rébellions militaires, le gouvernement le désigna inspecteur général de la 2e Inspection générale de l’armée, en remplacement du général Virgilio Cabanellas.

### Coup d’État militaire de juillet 1936
Au lever du jour le 18 juillet 1936, Núñez de Prado s’assura, en sa qualité de responsable des Forces aériennes, de la fidélité des aérodromes et des différentes unités aériennes, puis se rendit en avion à Saragosse, ville qui à ce moment ne s’était pas encore rebellée formellement, dans le but de persuader le général Cabanellas, alors à la tête de la Ve Division organique, de ne pas rallier le soulèvement. Cependant, tout indiquait que Cabanellas, déjà impliqué auparavant dans l’insurrection d’août 1932, dite Sanjurjada, suivait cette fois encore les instructions des putschistes, vu qu’il ne répondait à aucun des appels téléphoniques que Santiago Casares Quiroga, ministre de la Guerre et chef du gouvernement, lui adressait de Madrid. Núñez de Prado savait que se rendre à Saragosse équivalait à aller au-devant d’une mort certaine et sollicita auprès de Casares Quiroga de se rendre plutôt à Séville, où la situation apparaissait encore maîtrisable, mais sa requête fut dédaignée et Núñez del Prado finit par exécuter, par pure discipline militaire, l’ordre de son ministre de tutelle.
Dès sa descente d’avion à Saragosse, Núñez del Prado fut mis en détention par les militaires insurgés et enfermé à l’Académie militaire de la ville. Quelques jours plus tard, il fut transféré au fort San Cristóbal près de Pampelune, mis à la disposition du général Emilio Mola, puis fusillé peu de temps après. L’historien Hugh Thomas soutient que son assistant fut également mis à mort en même temps que lui. Certains historiens affirment dans leurs écrits que Núñez del Prado fut mis aux arrêts et ensuite exécuté. Cependant, Michael Alpert souligne qu’il n’y a pas de base documentaire permettant d’affirmer que Núñez del Prado ait été exécuté et évoque la possibilité qu’il ait été simplement assassiné. Guillermo Cabanellas indique pour sa part que Núñez del Prado a « virtuellement subi un paseo » (équivalent de la corvée de bois). En cas d’exécution à la suite d’un conseil de guerre en procédure accélérée (sumarísimo), ce qui aurait été le plus vraisemblable, il en serait resté quelque trace documentaire, telle que le procès-verbal de la sentence et de l’exécution.
Après la Guerre civile, sa veuve Aurora Bermejo tenta vainement de déterminer le statut légal de son mari, c’est-à-dire obtenir confirmation de sa disparition ou de sa mort, afin de pouvoir requérir la pension de veuvage. L’armée, qui pourtant fut toujours exemplaire quant au traitement fait aux veuves, se plut à transbahuter Mme Núñez del Prado d’un service à l’autre, par des procédures administratives interminables et incohérentes. L’historien Cecilio Yusta Viñas observe :

« De la correspondance que sa veuve entretint avec les différents compartiments militaires et de celle que ceux-ci entretenaient entre eux, il ressort que tous regardèrent de l’autre côté dans une espèce de conspiration du silence pour occulter la fatidique disparition du général. [...] L’attitude des hautes sphères de l’armée feignant d’ignorer le sort réservé à un prisonnier de l’importance du général Núñez de Prado, l’absence d’une procédure pénale, l’évanouissement de toute preuve (à l’égal de ce qui advint dans la mort du général Balmes à Las Palmas), et surtout le silence embarrassé exhibé pour éluder la responsabilité de sa disparition, constituent autant d’indices [...] qui militent pour la conclusion que le cas du général Núñez de Prado peut être considéré comme l’un des premiers crimes des insurgés. »

## Distinctions

### Militaires
S’étant particulièrement distingué sur le champ de bataille, Núñez del Prado obtint, outre quatre promotions pour mérites de guerre, les récompenses suivantes :
- Médaille militaire individuelle.
- Croix de l’Ordre militaire de Marie-Christine.
- Grand-croix de l’ordre du Mérite naval (1928)[19].
- Grand-croix de l’ordre du Mérite civil (1928)[20].

### Honneurs
- Fils de prédilection (Hijo Predilecto) de Montilla (1923)[2].